# Jardines de Sebastià Gasch
Los Jardines de Sebastià Gasch, inaugurados en 1994 y designados en honor al cineasta Sebastià Gasch (1897-1980), están situados en el distrito del Ensanche de Barcelona, en el interior de la manzana delimitada por la Gran Vía y las calles Rocafort, Entença y Diputación, al lado de la Escuela Joan Miró. Cuenta con un trenecito de color rojo. Se encuentran divididos en dos niveles, y comunican con las calles Entenza y Rocafort.